# Биг-Сайпресс
Биг-Сайпресс, Большое Кипарисовое болото (англ. Big Cypress Swamp) — болото в Соединённых Штатах Америки в южной части штата Флорида. Площадь — 6200 км².
Часть болота входит в состав одноименного национального заказника площадью 3100 км², образованного в 1974 году. Флора состоит из растительных сообществ с преобладанием кипариса. Биг-Сайпресс является пристанищем для исчезающего вида — флоридской пумы.
На территории заказника расположена резервация индейцев семинолов Биг-Сайпресс.

## География
К югу от заказника расположен Национальный парк Эверглейдс. Национальный парк Эверглейдс был создан в 1947 году, болото было первоначально предназначено для включения в Эверглейдс, однако, поскольку земля не была приобретена у частных владельцев, Биг-Сайпресс был в конечном счёте выделен из системы парка.